# Bøssehuset live
Bøssehuset live er en dansk dokumentarfilm fra 1988, der er instrueret af Knud Vesterskov efter eget manuskript.

## Handling
Bøssernes Befrielsesfront (B.B.F.) startede i 1971 som en aktionsgruppe, der gennem deres fisselettede optræden både provokerede borgerskabet og de 'pæne' selvundertrykkende homofile. Flere af de grupper, som har optrådt i Bøssehuset på Christiania, er samlet til et forrygende show, hvor der også bliver taget pis på bøssernes egne tabuer.